# Wellsville (Utah)
Wellsville és una població dels Estats Units a l'estat de Utah. Segons el cens del 2000 tenia 2.728 habitants.

## Demografia
Segons el cens del 2000, Wellsville tenia 2.728 habitants, 778 habitatges, i 686 famílies. La densitat de població era de 165,9 habitants per km².
Dels 778 habitatges en un 55,3% hi vivien nens de menys de 18 anys, en un 79,8% hi vivien parelles casades, en un 5,4% dones solteres, i en un 11,8% no eren unitats familiars. En el 9,8% dels habitatges hi vivien persones soles el 5,7% de les quals corresponia a persones de 65 anys o més que vivien soles. El nombre mitjà de persones vivint en cada habitatge era de 3,51 i el nombre mitjà de persones que vivien en cada família era de 3,79.
Per edats la població es repartia de la següent manera: un 38,3% tenia menys de 18 anys, un 10,2% entre 18 i 24, un 26,9% entre 25 i 44, un 16,9% de 45 a 60 i un 7,7% 65 anys o més.
L'edat mitjana era de 26 anys. Per cada 100 dones de 18 o més anys hi havia 101,4 homes.
La renda mitjana per habitatge era de 49.115 $ i la renda mitjana per família de 51.023 $. Els homes tenien una renda mitjana de 37.244 $ mentre que les dones 21.750 $. La renda per capita de la població era de 16.171 $. Entorn del 5,8% de les famílies i el 6,4% de la població estaven per davall del llindar de pobresa.

## Poblacions més properes
El següent diagrama mostra les poblacions més properes.